# FotMob
FotMobは、サッカー専門のインターネットサービスを展開するノルウェーの企業。
ヴェストラン地方ホルダラン県のベルゲンに本社を置く。

## 事業
- FotMobアプリ（iOS版、Android版）

世界中の試合のリアルタイム経過や、海外サッカー紙の最新ニュースの提供。
また一部の試合では機械による選手の自動採点も適用されている。
- FotMobサイト

アプリと同上。